# Villanueva Cosse

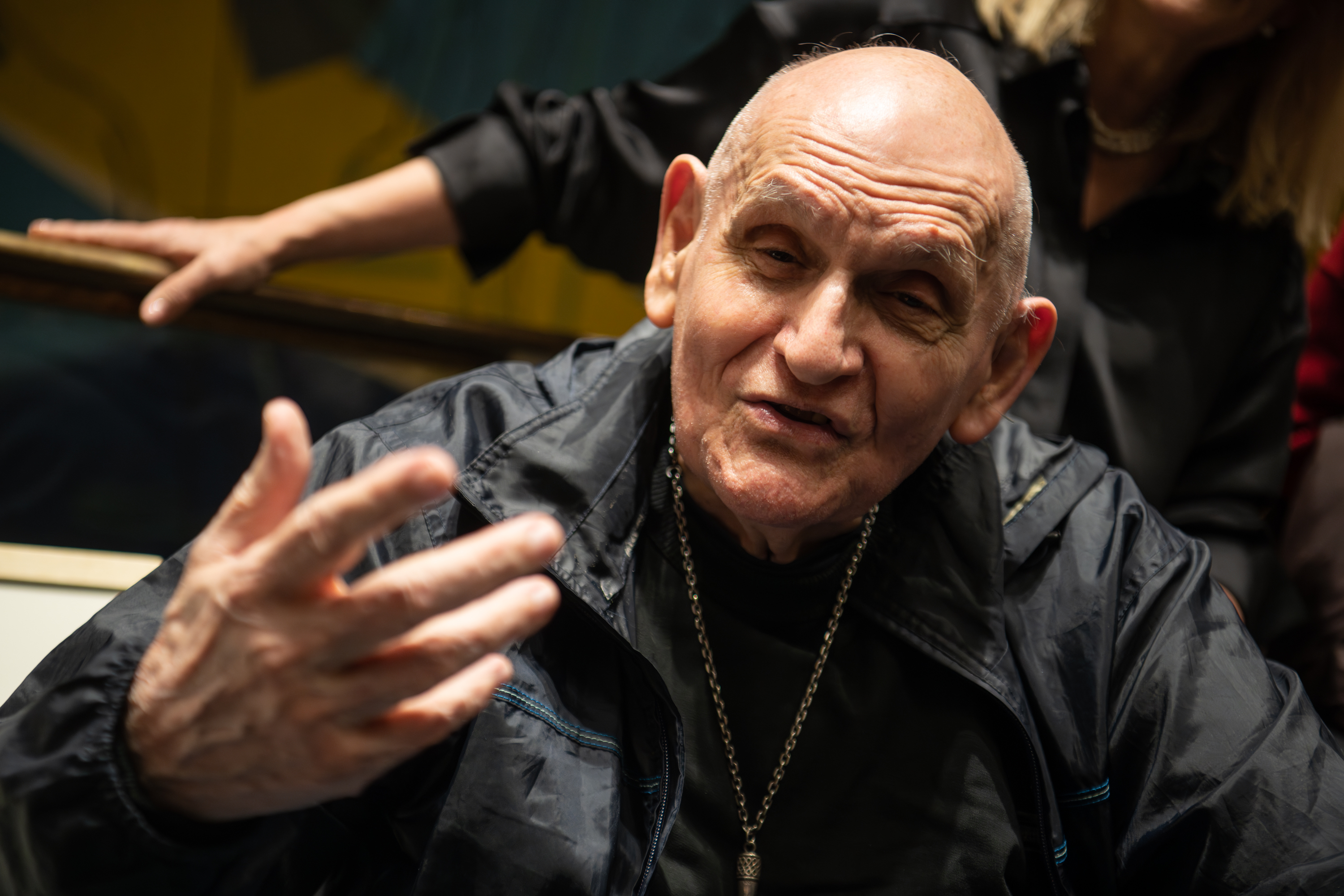
Villanueva Cosse (2023)

Villanueva Cosse, vollständiger Name Villanueva Félix Cosse Vega, (* 9. November 1933 in Melo) ist ein uruguayischer Schauspieler, Theaterregisseur und Schriftsteller.

## Leben
Der seit 1971 in Argentinien lebende Cosse schloss 1955 seine Ausbildung an der Schule des El Galpón in Montevideo erfolgreich ab. Sodann vertiefte er diese von 1960 bis 1963 an der Escuela Municipal de Arte Dramático (EMAD) und von 1966 bis 1967 der Pariser "École Internationale de Théâtre" (auch: "École Jacques Lecoq") von Jacques Lecoq fort.
Seit 1956 wirkte er in mehr als 60 Theaterstücken in Uruguay und Argentinien und mehr als 20 Fernsehspielen mit.
1963, 1972, 1985 und 1996 führte er bei elf Theaterstücken im El Galpón, im Teatro Circular, im Teatro del Centro, im Club de Teatro und in der Comedia Nacional in Montevideo Regie. Während in Argentinien und Uruguay diktatorische Regime Bestand hatten, war ihm von 1974 bis 1982 eine künstlerische Tätigkeit sowohl in Montevideo als auch in Buenos Aires untersagt worden. Cosse ist zudem Autor des Musicals "¿Quién le teme a Lucila Singer?", das im Teatro Embassy aufgeführt wurde. Auch schrieb er das im Teatro San Martín dargebotene "Feria del miedo, del amor y de la guerra" und gemeinsam mit Adriana Genta "Compañero del alma". Als Schauspieler und Regisseur nahm er an Tourneen und internationalen Festivals in Buenos Aires, Zürich, Caracas, Montevideo, New York, Mexiko-Stadt, San Juan de Puerto Rico, Mailand und Stockholm teil. 1999 inszenierte er beispielsweise "Glanz der Bohème" von Ramón del Valle Inclán am Teatro General San Martín. Weitere Beispiele seiner Tätigkeit als Schauspieler sind die Mitwirkung im argentinischen Film Der Film des Königs (La película del rey) (1986), der argentinisch-tschechoslowakischen Co-Produktion Los Amores de Kafka (1988) und die Verkörperung des Marcos Márquez in der TV-Serie "Epitafios - Tod ist die Antwort" aus dem Jahr 2004. Im Jahr 2011 steht er in Buenos Aires am Theater San Martín in "Viaje de un largo día hacia la noche" von Eugene O’Neill auf der Bühne.

## Auszeichnungen

### Theater
Montevideo:
- 1969: "Florencio" für Arlecchino als bester Regisseur.
- 1970: "Florencio" für Rey Lear als bester Darsteller.
- 1972: "Florencio" für Arturo Ui als bester Hauptdarsteller.

Buenos Aires:
- 1973: "Talia" für Arturo Ui als bester ausländischer Schauspieler.
- 1974/75: "Estrella de mar" für Arlecchino als bester Regisseur.
- 1985/86: "Estrella de mar" für Príncipe Azul als bester Hauptdarsteller.
- 1985/86: "Jose Maria Vilches" für  Príncipe Azul als bester Hauptdarsteller.
- 1988: "Maria Guerrero" für Compañero del alma als bester Regisseur.
- 1987/88: "García Lorca" für Compañero del alma als Theaterereignis der vergangenen beiden Jahre.
- 1991/92: "Premio Municipal de la Ciudad de Buenos Aires" für Doña Ramona als bestes Schauspiel des unabhängigen Theaters.
- 1997/98: "Leonidas Barletta" für Cocinando con Elisa als bestes Schauspiel des unabhängigen Theaters.
- 1998: Nominiert für den "Trinidad Guevara" für Cocinando con Elisa als bester Regisseur.
- 1999: Nominiert für den "ACE" für Luces de Bohemia als bester Regisseur.
- 2000: Nominiert für den "ACE" für Mein Kampf als bester Darsteller.
- 2001: Nominiert und ausgezeichnet mit dem "ACE" für Inspector als bester Regisseur.
- 2009: Nominiert und ausgezeichnet mit dem "ACE" für Marat-Sade als bester Regisseur.

### Kino
- 1985: "Junior" für Asesinato en el Senado de la Nación als bester nationaler Darsteller.
- 1986: "Cóndor de Plata" Asociación Argentina de Críticos de Cinematográficos, für Der Film des Königs als bester Darsteller.

### Buch
- 1992: Primera Mención del Concurso de Dramaturgia "Tres Países" (Argentina, Chile, Uruguay) für Compañeros del alma

## Theaterstücke mit seiner Beteiligung
- Marat-Sade (Adaption, Regie)
- Príncipe azul (Schauspieler)
- Déjala sangrar (Schauspieler)
- Segovia (oder De la poesía) (Schauspieler, Regie)
- Lisandro (Versión, Kostüm)
- La Feria del miedo, el amor y la guerra (Autor)
- Copias (Schauspieler)
- Toque de queda (Schauspieler)
- Te llevo en la sangre (Regie)
- El inspector (Regie)
- Mein Kampf, farsa (Intérprete)
- Luces de bohemia (Regie)
- Cocinando con Elisa (Regie)
- Compañero del alma (Autor, Schauspieler, Regie)
- ¡Arriba, corazón! (Intérprete)
- Feria del miedo, del amor y de la guerra (Autor, Regie)
- Cuatro caballetes (Intérprete)
- Blues de la calle Balcarce (Regie)
- Acto cultural (Schauspieler)
- Espectros (Schauspieler)